# 精魂火祭
精魂火祭，是西莉亚·S·弗里德曼创作的奇幻小说《术师三部曲》（The Magister Trilogy）中的第一部，于2007年2月2日出版。《科幻世界译文版》在2009年4月和6月连载了本作的中文版，译者胡纾。

## 故事背景
精魂火祭的故事背景近似欧洲中世纪，書中稱為「列王第二纪」。當時的世界分裂成许多割据的小国家。
- 高地王国（the High Kingdom）：本作剧情的主要发生地。南方最强大的国家。在国王单顿治下，统一了南方诸国。
- 北方神使之国（Kierdwyn）：由传说中对抗噬灵鸟的神使建立的国度。封印噬灵鸟的天雷柱就在这个国家中。这个国家的王族能够控制生育能力。
- 桑卡拉：一个港口城市，位于自由联邦和高地王国之间。
- 安沙撒：科力瓦是安沙撒的王家大法师，国家位于南方，有沙丘和帐篷。

## 人物
- 卡玛拉（Kamala）：本作主角。以前是冈桑城的妓女。为获得力量和永生，成为埃撒鲁斯的学徒，学成后成为史上第一个女性法师。性格急燥冲动，对力量拥有强烈的渴望。
- 安铎万（Andovan）：高地之王单顿的三子，神痨患者，卡玛拉的灵伴。为探求自己生病的真相，接受法师科力瓦的帮助，伪装自杀后追踪盗取自己力量的法师。最终为保护母亲格薇洛法而杀死父亲单顿，旋被卫兵杀死。
- 单顿·奥勒留（Danton Aurelius）：高地之王，性格残忍多疑。在位期间高地王国通过军事和外交手段得以迅速扩张，吞并了许多小国。后来受法师科斯塔司影响，成为噬灵鸟的盟友，最终被自己的儿子杀死。
- 格薇洛法（Gwynofar）：单顿的王后。Kierdwyn的公主。为政治原因嫁给了单顿。安铎万的母亲。十分厌恶单顿的新任顾问科斯塔司。是一个外表脆弱而内心坚强的女人。
- 科力瓦（Colivar）：比大多数法师都古老，但是却以年轻人的外貌示人。他还记得许多人类和噬灵鸟战争时湮没的知识。
- 拉密鲁斯（Ramirus）：单顿的前顾问，因安铎万伪装自杀而被革职。
- 埃撒鲁斯（Ethanus）：卡玛拉的师父，厌倦了凡人的政治斗争而隐居，尽量避免使用法术的隐士法师。
- 科斯塔司（Kostas）：拉密鲁斯被革职后担任单顿的顾问。法师们也不知道他的来历。似乎是噬灵鸟的盟友。对格薇洛法家族的血统和传说很感兴趣。在他的影响下单顿变得更加残忍。最后被格薇洛法杀死。
- 希德莉亚（Sideria）：桑卡拉的女王。本人是女巫，同时可能是所有法师的情人。通过法师们不断修补身体，维持年轻美貌超过40年。法师的社会可能是通过这个凡人联系在一起的。

## 術語
- 精魂火：精魂火代表人的生命力。巫者和法师可以观察人的精魂火。如果精魂火濒临熄灭，则预示主人即将死亡。
- 巫者：可以通过燃烧自己的精魂火施放巫术的人。他们使用力量会燃烧自己的生命，因此巫者们通常不愿浪费自己的力量。人们雇佣巫者为自己占卜，治病，影响天气，进行战斗，缔结契约等，通常需要付出相当的回报。巫者的力量可能来自遗传。根据传说，在列王第一纪末期，巫者们联合起来与噬灵鸟作战，噬灵鸟最终被赶走，而巫者们也几乎死亡殆尽。
- 法师：在噬灵鸟消失后数百年后，有人找到了通过燃烧其他人精魂火获得永生和力量的方法。他们被称作法师。法师盗取凡人的生命为自己所用。他们以为人间的帝王服务作为自己的消遣，也借此获得优厚的生活待遇而不致过分消耗自己的灵伴。他们经过斗争后，制定了法师的律条，共同防止凡人得知他们力量的来源。除了这一点外，法师们彼此互相不信任。在活过数个世纪后，和同类斗争成为他们唯一的乐趣。法师在成为永生者之前，可能最初拥有巫者力量。在师父的指导下，学徒通过迅速燃烧自己的精魂火进入濒死状态，之后凭借对永生的渴望找到自己的「灵伴」。学徒完成这最后一步后就成为法师。在本书主角卡玛拉之前，法师无一例外都是男性。
- 灵伴：为法师提供力量的凡人被称作法师的灵伴。除非灵伴死亡，否则法师不能更换自己的灵伴。由于某种约束，法师并不知道自己的灵伴是何人。如果法师对自己盗取灵伴生命的行为产生置疑和负罪感，就会陷入魂渡前的濒死状态。因此法师们避免去探求这一点。
- 魂渡：学徒寻找自己的灵伴时，或者法师的灵伴死亡后，法师会暂时失去力量。他必须为自己寻找新的灵伴。除了第一次外，这个过程短暂而没有痛苦。但此时是法师最脆弱的时候，容易被其他法师攻击。在大战前，法师会加速燃烧自己的灵伴，迫使其死亡，强迫自己进入魂渡，以更换新的灵伴。
- 神痨：法师的灵伴由于生命被燃烧，越来越虚弱，在凡人的眼中就像得病。在法师使用法术时他们就会突然感到虚弱无力。法师们为了防止人们发现真相，宣称他们由于触怒神灵被降下天罚，得了神痨，无可医治。在这一点上，法师们联合起来守护这一秘密。
- 巫术和法术：巫者和法师通过燃烧精魂火施放的分别称作巫术和法术。小规模的巫术可以为一个人治病，占卜未来，影响商业谈判；大规模的法术则可以向天空施放焰火，改变天气，传送人和物体。在凡人眼中巫术和法术没有什么区别，但是在法师眼中它们的区别"就像活人和死人一样明显"。凭借一个人的贴身物品，法师可以通过法术对其进行追踪。
- 律法：法师们相互敌对，唯一能约束他们的是由他们自己制订的律法。律法的制订可能是由于以前法师相互战争给世界造成了极大的破坏，以及法师们决心共通保守他们通过盗取凡人生命获得永生和力量的秘密。律法至少包括：1. 不能直接杀死同类; 2. 如果一个凡人和一个法师订立了契约，则其他法师不能消灭这个凡人；3. 共同守卫神痨的真相。凡人相信法师被律法约束，但是并不知道律法的具体内容。因此法师拒绝雇主要求时，通常以律法为借口。一条经常被误解的律法是：法师不为凡人做他们自己能做之事。
- 噬魂鸟：传说当中的生物。它们以人的生命力为食。在列王第一纪末期，噬魂鸟出现在世界上，以人为食，几乎毁灭了人类的文明。它们的皮甲坚硬，凡人只要看到它们的眼睛就会被魅惑。人类的军队不是它们的对手。和它们作战的人都会变成石柱。当时只有巫者能发现它们的巢穴。后来巫者们联合起来将它们赶走，自己也几乎伤亡殆尽。传说噬魂鸟被「天雷柱」封印在极北之地，北方神使国度的王者拥有守卫天雷的力量和责任。在噬魂鸟重新出现时，他们血中的力量将被唤醒。在所有传说中，噬魂鸟都将重新降临。